# 奥运蔬菜
奥运蔬菜是指中华人民共和国政府为保障2008年奥林匹克运动会运动员食品安全以高成本无公害的方式种植的蔬菜，但后来官方媒体否认其存在，并表示这是一则假新闻。

## 过程
2007年一系列中国产品的质量问题在国际社会曝光，令人对中国产品的质量安全感到担忧。在这种背景下，2007年9月有媒体报道，为北京奥运培养的特别蔬菜，不但品种齐全，包含世界各地生长的常用蔬菜，更是用无公害的方法培植出来的，甚至肥料包括牛奶，白糖，豆浆，啤酒，醋等等，以保证绝佳的口味和营养价值。
然而三个多月之后，在2007年12月底，北京奥组委否认了存在奥运蔬菜的说法，并表示“用牛奶浇灌奥运蔬菜属无稽之谈”，“直接损害了北京奥运会的形象”，但是同时承认用少量的牛奶豆浆等浇地，使用黄豆作为肥料。有评论人士推测，官方媒体否认奥运蔬菜的存在，可能是为了消除奥运之引发的民众怀疑。
但是2008年1月13日，湖南红网报道，奥运瓜果使用牛奶加红糖浇地。

## 牛奶作肥料的真实性
牛奶以及各种高价食品作肥料确有其事，比如日本一些高级农产品会用牛奶作肥料，料理东西军曾报道用牛奶作肥料种植大蒜的农户，但这些是基于商业运作自负盈亏并不像此事件中是使用纳税人的钱。